# 聖徳太子絵伝

『綾本著色聖徳太子絵伝』

聖徳太子絵伝（しょうとくたいしえでん）は、聖徳太子の伝記を絵画化したもので、障子絵、掛絵、絵巻物などがある。8世紀にはすでに四天王寺に存在していたとされる。現存する作品の中で最古かつ最大の遺品は、延久元年（1069年）秦致貞筆のもと法隆寺東院絵殿障子絵、通称延久本であり、十一世紀のやまと絵障壁画の作例としても貴重である。天明七年（1787年）に、損傷の激しさを理由に吉村法眼周圭充貞による模写本と入れ替えられ、二面ごとに二曲一隻の屏風に改装され、更に昭和四十三年（1968年）から五か年をかけて修理が行われ、一面ごとの額装となり、現在は国宝として東京国立博物館に屏風（二曲屏風五双・綾本着色・10面）として蔵される。